# 3581 Alvarez
3581 Alvarez је Марсов тројански астероид чија средња удаљеност од Сунца износи 2,770 астрономских јединица (АЈ).
Апсолутна магнитуда астероида је 12,1.